# Театральная площадь (Тернополь)
Театральная площадь — главная площадь города Тернополя (Украина). В композиции вместе с бульваром Тараса Шевченко образует современный центр города. Считается одним из любимых мест отдыха тернополян.

## Название
Во времена, когда территория современной Украины находилась под властью Польши и Австро-Венгрии, площадь являлась частью улицы Мицкевича, или Панской.
Во времена Советского союза, в 1945 году, в западной части площади был построен Тернопольский академический областной драматический театр имени Т. Г. Шевченко, поэтому площадь была названа Театральной. Большая часть зданий была разрушена в годы войны.

## История
До войны на территории современной площади находился памятник польскому поэту Мицкевичу и окружающая его одноимённая площадь. Бульвар был значительно уже, чем сейчас, его западную сторону, как и саму площадь, расширили уже после войны.
В 1960 году здесь загорелись огни первой ежегодной ёлки, которая повторялась до 2014 года.
Летом 2010 года на площади уложили новую брусчатку, отремонтировали лестницу театра, обновили фонари, скамейки и другие коммуникации.
Во времена Независимости здесь ежегодно 23 августа проходит День государственного флага Украины.
На площади проходят многолюдные собрания, митинги, проходят торжества выпускников школ и другие художественные и политические мероприятия.

## Памятники
В сквере возле площади расположен памятник Тарасу Шевченко. Напротив театра 23 августа 2012 установлен памятник независимости. За ним, ближе к ЦУМу — памятник Соломии Крушельницкой, установленный 22 августа 2010 года.